# Saint-Sauveur (Meurthe-et-Moselle)
Saint-Sauveur é uma comuna francesa na região administrativa de Grande Leste, no departamento de Meurthe-et-Moselle. Estende-se por uma área de 19,16 km². Em 2010 a comuna tinha 37 habitantes (densidade: 1,9 hab./km²).